# 古里駅 (青森県)
古里駅（ふるさとえき）は青森県上北郡六戸町折茂にあった十和田観光電鉄十和田観光電鉄線の駅（廃駅）である。

## 歴史
- 1934年（昭和9年）12月1日：開業。
- 2008年（平成20年）3月1日：旧・十和田観光電鉄を「とうてつ」に事業譲渡し、新・十和田観光電鉄に商号変更させた上で新会社による運営に伴い、同駅の管理を新会社に継承。
- 2012年（平成24年）4月1日：鉄道廃止により、廃駅となる。

## 駅構造
単式ホーム1面1線を有する地上駅で、無人駅。線路はほぼ東西に走り、ホームは線路の北側に設けられている。簡単な構造の停留所で駅舎はなく、ホームの上に開放的な待合所が設けられているのみとなっている。

## 駅周辺
駅の南側を十和田観光電鉄の線路と並行して三本木原水路が流れている。
- 六戸育成牧場
- 青森県道10号三沢十和田線

## 隣の駅
十和田観光電鉄
十和田観光電鉄線
七百駅 - 古里駅 - 三農校前駅